# ۱۹۷۷ (فیلم)
«۱۹۷۷» (انگلیسی: 1977 (film)) یک فیلم اکشن به زبان تامیلی است که در سال ۲۰۰۹ منتشر شد.